# Fußball in Oslo

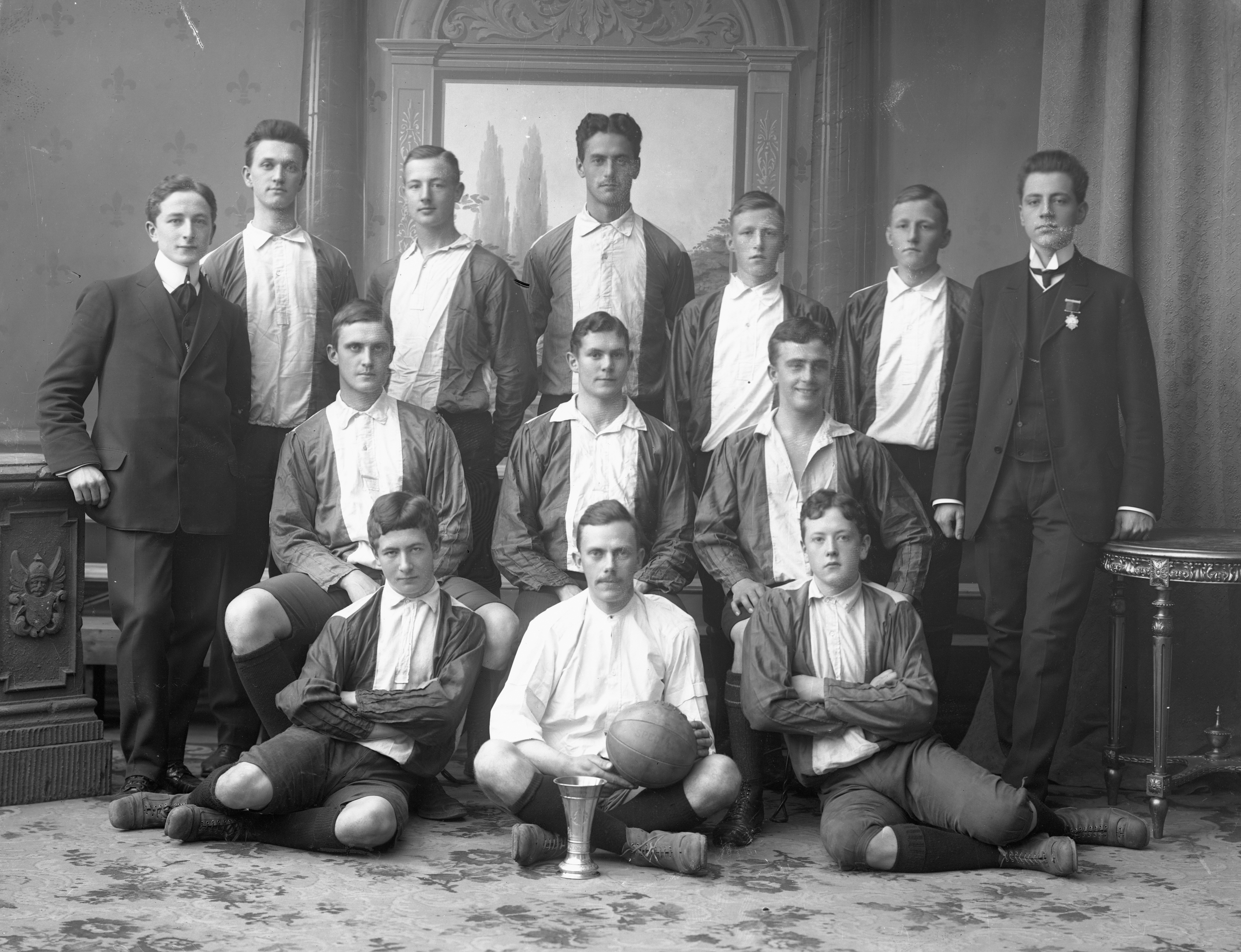
Lyn, Pokalsieger 1908

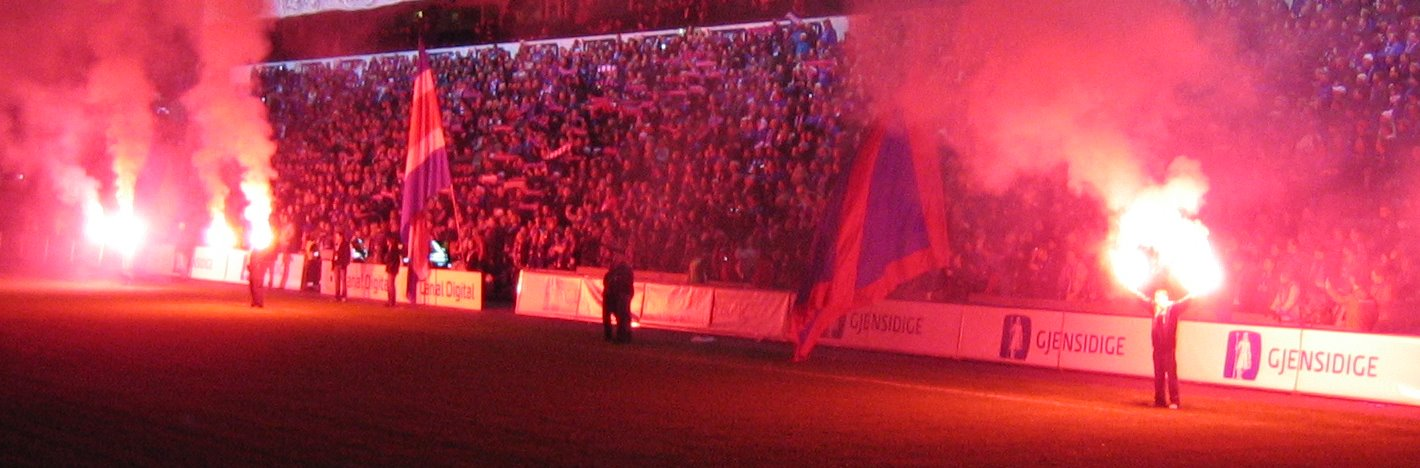
„Südländische“ Atmosphäre bei Vålerenga

Der Fußball in Oslo wurde mehr oder weniger geprägt durch die insgesamt 5 Vereine aus der norwegischen Hauptstadt, die Titel auf nationaler Ebene gewinnen konnten. Während die 5 Hauptstadtvereine Frigg (3 Titel), Lyn (8), Mercantile (2), Skeid (8) und Vålerenga (4) insgesamt 25 Mal den nationalen Pokalwettbewerb gewinnen konnten und somit in diesem Turnier mehr Titelgewinne vorzuweisen haben als die beiden amtierenden Rekordpokalsieger Odd Grenland und Rosenborg Trondheim (mit jeweils 12 Erfolgen) zusammen, fallen die insgesamt 8 norwegischen Meistertitel, die sich auf die 3 Osloer Vereine Vålerenga (5 Titel), Lyn (2) und Skeid (1) aufteilen, relativ bescheiden aus.
Die norwegische Nationalmannschaft der Männer bestritt bisher 385 Länderspiele in Oslo, in anderen norwegischen Städten lediglich insgesamt 48. Die Norwegische Fußballnationalmannschaft der Frauen spielte dagegen bisher nur 38-mal in Oslo und 103-mal in anderen Städten (Stand: 3. Dezember 2024). Hauptspielstätte ist das Ullevaal-Stadion, in dem auch das Finale der Fußball-Europameisterschaft der Frauen 1997 stattfand.

## Geschichte
Nur 2 Jahre nach dem 1894 gegründeten Odd Grenland, dem ältesten noch bestehenden Fußballverein Norwegens, wurde am 3. März 1896 mit dem SFK Lyn der älteste Fußballverein der Hauptstadt ins Leben gerufen. Der Verein, der sich selbst gerne als den einzig legitimen Repräsentanten der Hauptstädter sieht, verkörpert traditionell die gehobene Mittelschicht.
Der 1903 gegründete SFK Mercantile erreichte 1907 als erster Hauptstadtverein ein Finale um den norwegischen Pokalwettbewerb und konnte sich mit 3:0 gegen den Sarpsborg FK durchsetzen. In den folgenden 4 Spielzeiten erreichte jeweils der SFK Lyn das Pokalfinale und konnte sich in den Finalspielen der Jahre 1908, 1909 und 1910 jeweils gegen den bisherigen Rekordsieger Odds BK durchsetzen, der das Turnier zwischen 1903 und 1906 viermal in Folge gewonnen hatte. Nachdem Lyn sich zwischen 1908 und 1911 ebenfalls viermal in Serie in die Siegerliste eingetragen hatte, war im Finale des Jahres 1912 erneut der SFK Mercantile erfolgreich. 1913 erreichte Mercantile noch einmal das Finale, unterlag diesmal aber gegen Odd, und sollte anschließend nie wieder das Pokalfinale erreichen.
Zwischen 1914 und 1921 erreichte mit dem 1904 gegründeten Frigg FK aus dem im Westen Oslos gelegenen Stadtviertel Majorstuen (Bezirk Frogner) ein dritter Osloer Verein insgesamt fünfmal die Finalspiele im nationalen Pokalwettbewerb, die in den Jahren 1914, 1916 und 1921 erfolgreich bestritten wurden. Dazwischen lagen die Finalniederlagen von 1919 und 1920 sowie später noch einmal 1965.
Die spätesten Gründungen der wichtigsten Osloer Vereine erfolgten 1913 mit dem Vålerenga IF aus dem gleichnamigen Viertel im Osten der norwegischen Hauptstadt sowie 1915 mit dem Skeid FK aus dem im Norden der Stadt gelegenen Viertel Nordre Åsen (Bezirk Nordre Aker). Skeid gewann den Pokal zwischen 1947 und 1974 insgesamt achtmal, noch bevor dies Vålerenga 1980 zum ersten Mal gelungen war. Doch der „Spätzünder“ hat sich zum erfolgreichsten Verein der norwegischen Hauptstadt entwickelt, der in den letzten Jahrzehnten über die höchsten Popularitätswerte in Oslo verfügte, nachdem nahezu über die kompletten 1950er-Jahre und auch noch einmal in den späten 1960er-Jahren Skeid in der Publikumsgunst in Führung gelegen hatte. Dazu trugen vor allem seine insgesamt 5 Meistertitel bei, von denen 3 in den frühen 1980er-Jahren gewonnen wurden.
Wegen des sportlichen Niedergangs der meisten Osloer Vereine galt das Duell zwischen dem „Arbeiterverein“ Vålerenga und dem „gehobenen“ Lyn aus dem Westen der Stadt über weite Strecken als das wichtigste Osloer Stadtderby. Doch seit dem Niedergang von Lyn – eingeleitet durch den Abstieg Ende 2009, dem im Laufe der folgenden Spielzeit 2010 der finanzielle Bankrott folgte – ist Vålerenga der einzige Osloer Erstligaverein.